# Heinrich II. von Veringen
Heinrich II. von Veringen († 9. März 1223) war von 1202 bis zu seinem Tode Fürstbischof von Straßburg  unter der Herrschaft von den Kaisern Otto IV. und Friedrich II., unter den Pontifikaten von Innozenz III. und Honorius III. und unter der Schirmherrschaft des Mainzer Metropoliten Siegfried II. von Eppstein.

## Herkunft und Familie

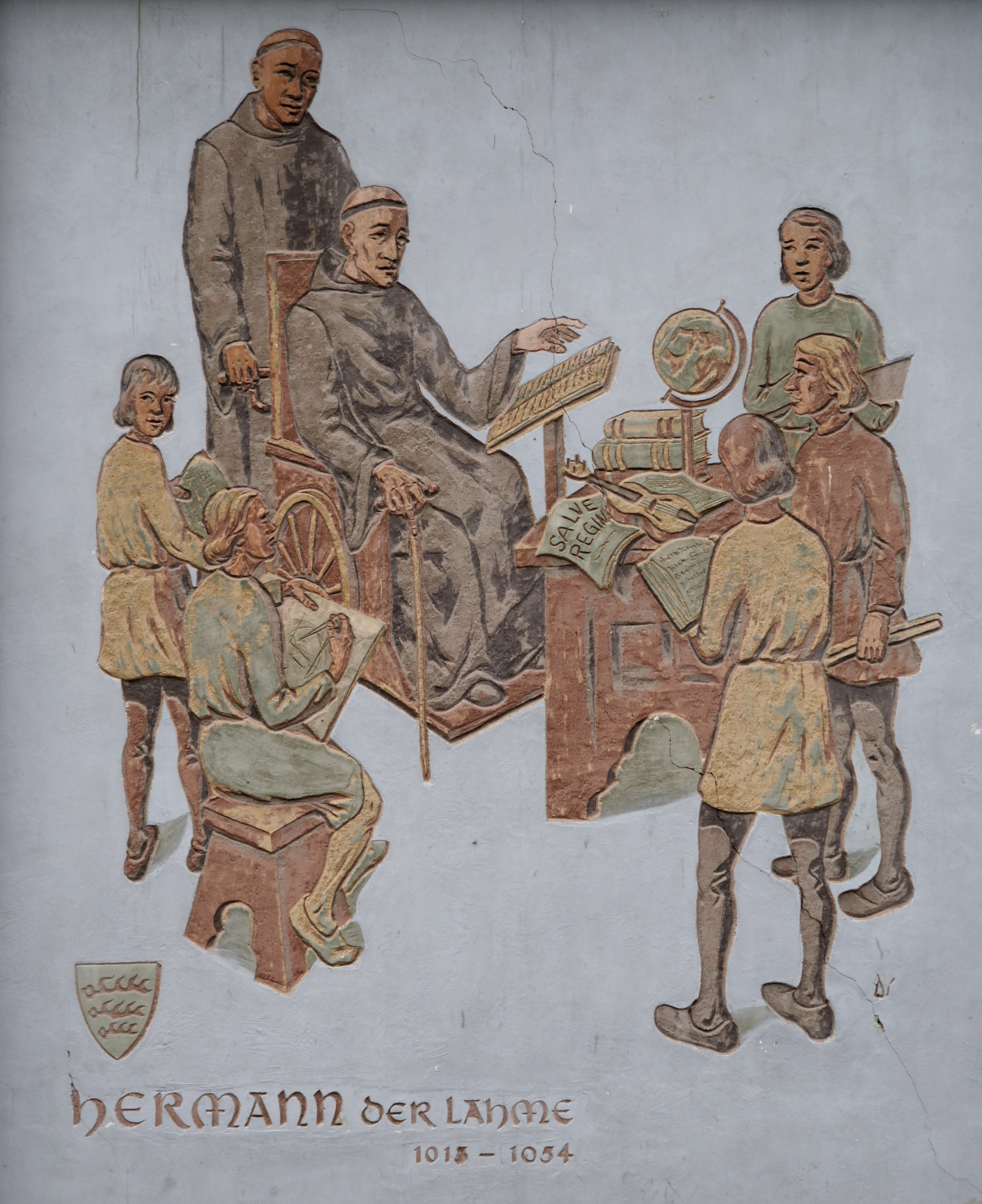
Hermann der Lahme

Heinrich II. stammte aus dem schwäbischen Haus der Grafen von Veringen, die von dem Herzog von Schwaben, Burkhard I., ihre Herkunft ableiten.
Er war der Sohn von Marquard I. von Veringen und Bruder von Heinrich, Ulrich und Manegold. Letzterer heiratete eine Nellenburger Erbtochter und wurde der Stammvater der Linie Nellenburger Veringen.
Sein Ururgroßvater, Wolfrad von Veringen, war Vater von dem berühmten Hermann dem Lahmen, der Mönch zu Reichenau wurde und sich als Geschichtsschreiber, Philosoph, Astronom, Dichter und Musiker auszeichnete.

## Geistliche und weltliche Hoheit
Der Straßburger Bischof war seit dem frühen Mittelalter Reichsfürst des Heiligen Römischen Reiches Deutscher Nation.
In Personalunion mit seiner geistlichen Macht übte er als Landesherr eine weltliche Herrschaft über das Hochstift Straßburg, das sich im Laufe der Jahrhunderte zu einem institutionellen, allerdings territorial zersplitterten Flächenstaat entwickelte.
Der geistliche Einfluss des Straßburger Bischofs ging  über das Hochstift hinweg, denn lediglich zwei Diözesen verwalteten das elsässische Territorium mit zahlreichen unabhängigen Reichsstädten, geistlichen und weltlichen Herrschaften : das Straßburger Bistum im Norden und das Basler Bistum im Süden.

## Leben und Wirken

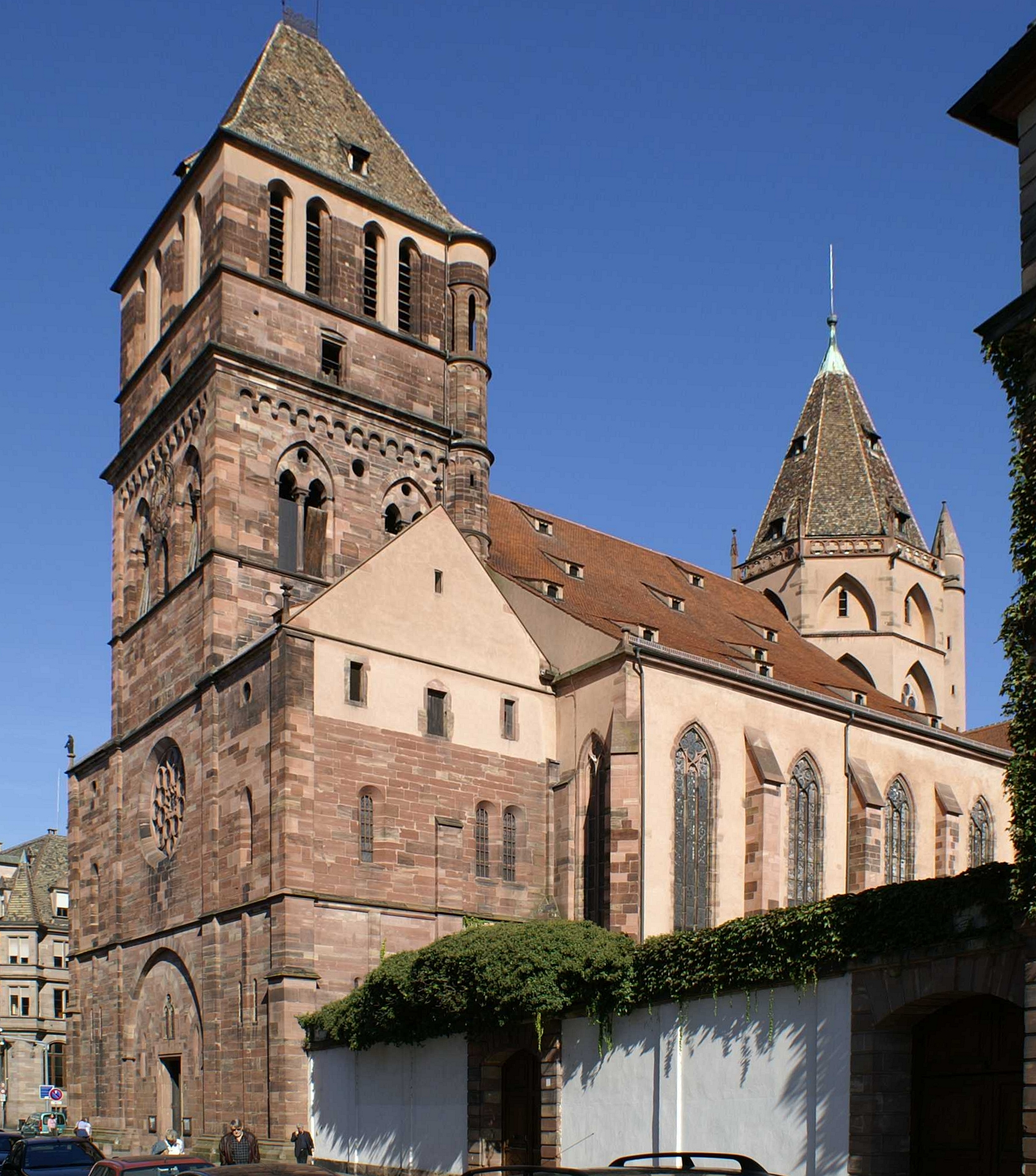
Sankt-Thomas-Kirche Straßburg

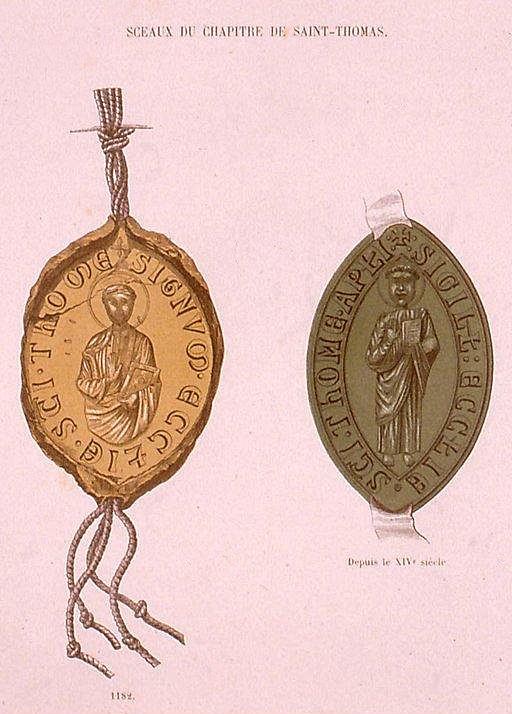
Siegel des Sankt-Thomas-Herrenstifts Straßburg

Heinrich entstammte dem schwäbischen Geschlecht der Grafen von Veringen. Er wurde ab 1181 als Kustos des Domkapitels erwähnt und war ab 1202 Dompropst und Propst von St. Thomas.
Um 1200 bestand das Hohe Stift des Straßburger Münsters lediglich aus Mitgliedern des hohen Adels. Die Kanoniker wurden nicht mehr durch den Bischof ernannt, sondern unter sich durch Kooptation gewählt. Um dem Stift beitreten zu dürfen, musste der Bewerber 14 adelige Ahnen sowohl väterlicherseits, als auch mütterlicherseits nachweisen. Darum konnten nur einige einflussreiche Geschlechter die vakanten Plätze und die damit verbundenen Präbenden für sich beanspruchen, wie zum Beispiel die Ochsenstein, die Geroldseck, die Lichtenberg oder eben auch die Veringen. Die Straßburger Stiftsherren ließen sich „Herren Großgrafen“ nennen und nur die wenigsten erhielten die Priesterweihe. Sie wohnten nicht mehr in der Gemeinschaft, sondern in Privathäusern. Die Großgrafen gründeten den „Großen Chor“, damit entlohnte Geistliche an ihrer Stelle an den Gottesdiensten sangen.
Heinrich gehörte zu den ordinierten Stiftsherren und wird durch den Annalisten als frommer, friedfertiger und gutmütiger Mann beschrieben. Er wurde 1202 von Klerus und Volk zum Bischof von Straßburg gewählt,  jedoch erst im Jahre 1207 zum Bischof geweiht. Er wartete vier Jahre lang auf die Weihe, da die Metropole von Mainz in einem Schisma verwickelt war. Papst Innozenz III. hatte nämlich Siegfried als Erzbischof von Mainz bestätigt, der römisch-deutsche König Philipp von Schwaben unterstützte Leopold, Bischof von Worms. Zuletzt erlangte Heinrich vom Papst Dispens, sich vom Erzbischof von Sens ordinieren zu lassen.
Im Streit zwischen Staufern und Welfen stand er anfänglich auf der Seite von Otto IV. Dies nutzte die Stadt Straßburg, um von König Philipp von Schwaben ein Privileg zu erwirken, das ihre Bürger von Steuern auf ihre außerstädtischen Besitzungen befreite. 1214 schloss sich Heinrich dem Staufer Friedrich II. an. Er einigte sich 1220 mit den Straßburger Bürgern über deren Forderungen.
Otto IV. wurde 1208 zu Frankfurt offiziell als römisch-deutscher König anerkannt. Im darauf folgenden Jahr verlobte er sich zu Würzburg mit Beatrix, der elfjährigen Tochter Philipps. Bischof Heinrich wohnte der Verlobung bei und begleitete Otto nach Rom, um am 5. Oktober 1209 Zeuge von dessen Krönung als Kaiser zu sein.
Als der Graf von Kyburg den jungen Friedrich Basel begleitete, kann ihm der Bischof von Straßburg mit 500 Reisigen entgegen. Friedrich erneuerte denselben 1214 die alten Privilegien, die Kaiser Otto II. Erkenbald bald verliehen hatte.
Zum besseren Ausüben seines Amtes und für eine effizientere Verwaltung seines Bezirks teilte Bischof Heinrich den Sprengel um das Jahr 1205 in 13 sogenannten langen Kapiteln, die er den sieben von Bischof Heddo errichteten Erzdiakonaten unterstellte.
Unter der Regierung des Bischofs Heinrich war das Kloster St. Leonard bei Bœrsch gänzlich in Verfall gekommen, so entschloss sich Bischof Heinrich für dessen Vereinigung mit der Propstei im Jahre 1214. In demselben Jahr ließ der Bischof das Schloss Dachstein restaurieren.
1215 versprach Bischof Heinrich in der Versammlung zu Aachen sich mit Kaiser Friedrich II. dem fünften Kreuzzug nach Jerusalem anzuschließen. Doch der Kaiser verzögerte sein Vorhaben und der Bischof von Straßburg starb am 11. März 1223, ohne seine Gelübde vollzogen zu haben. Sein Leichnam wurde in der Sankt-Andreaskapelle beigesetzt.